# FIA-Langstrecken-Weltmeisterschaft 2021

Das Logo der Rennserie

Die FIA-Langstrecken-Weltmeisterschaft 2021 (offiziell 2021 FIA World Endurance Championship) war die neunte Saison der FIA-Langstrecken-Weltmeisterschaft (WEC). Die Saison umfasste sechs Rennen. Sie begann am 1. Mai in Spa-Francorchamps und endete am 6. November in as-Sachir. 

## Regeländerungen

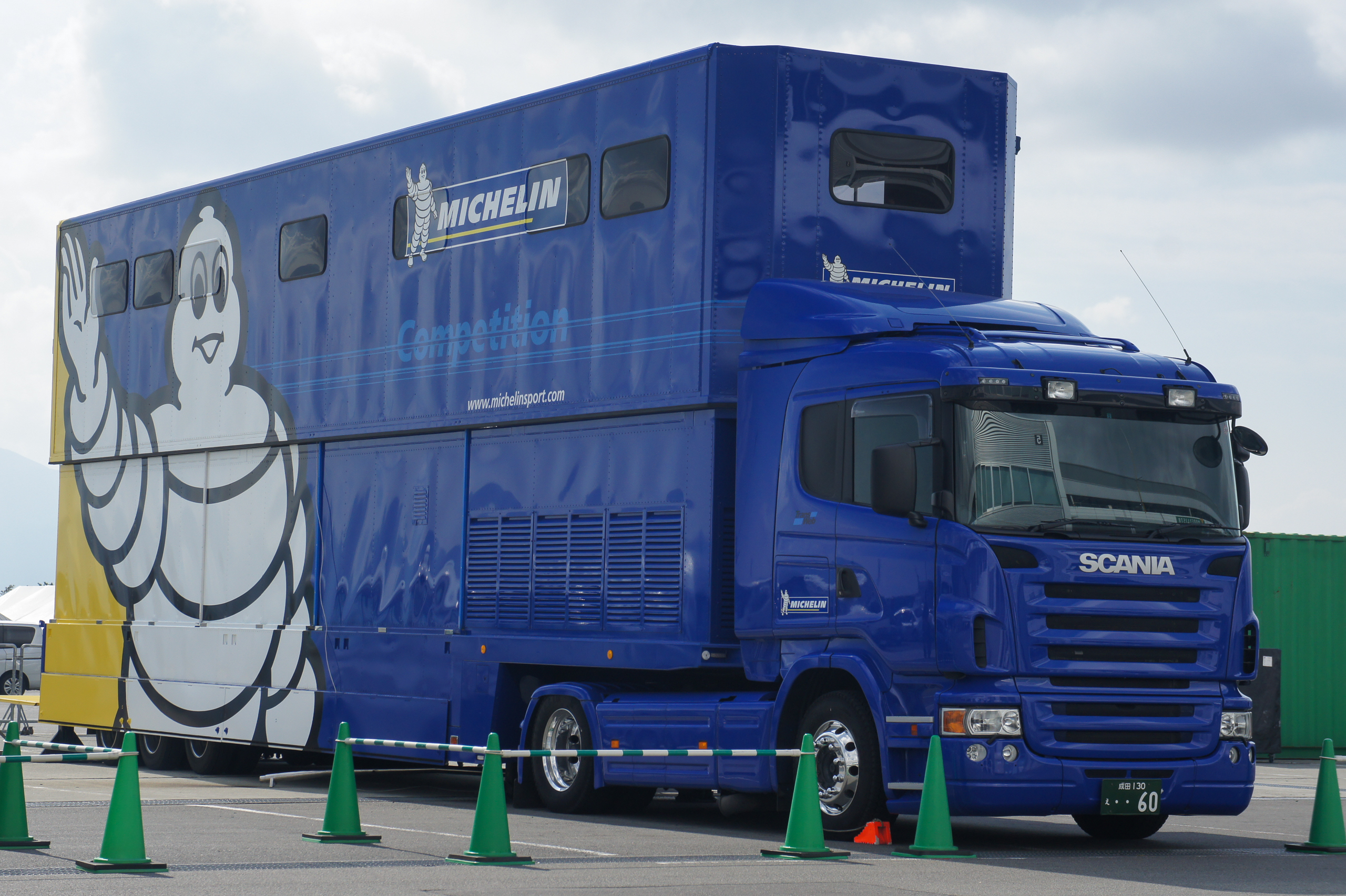
Beliefert die LMH Klasse mit Einheitsreifen: Michelin

Für die Saison 2021 wurde erstmals seit dem Bestehen der Weltmeisterschaft eine neue Fahrzeugklasse bekanntgegeben. Die Le Mans Hypercar (kurz LMH) genannte Klasse soll ab der Saison 2022 die LMP1-Klasse ablösen. Für die Saison 2021 dürfen allerdings noch LMP1-Prototypen teilnehmen. In der LMH-Klasse eingesetzte Fahrzeuge müssen außerdem den Namen einer Automobilmarke tragen. Ebenfalls wurde eine Personalgrenze in der LMH-Klasse festgelegt: Jedes Team darf nur 40 operativ arbeitende Mitarbeiter stellen, wenn das Fahrzeug keinen Hybridantrieb besitzt. Bei Fahrzeugen mit Hybridantrieb wird die Grenze auf 43 Mitarbeiter hochgestuft.
Die LMP2-Klasse bleibt weiterhin bestehen, die Gibson-Motoren der Prototypen werden um 40 PS gedrosselt und weisen somit eine Leistung von 540 PS auf.
Für die LMH- & LMP2-Klassen wurde festgelegt, dass die Fahrzeuge mit Einheitsreifen fahren werden. Als exklusiver Reifenausstatter der LMH-Klasse wurde der französische Reifenhersteller Michelin vorgestellt. Die Einheitsreifen für die LMP2-Klasse werden von Goodyear gestellt.

## Fahrer und Teams
| Legende                                                                | Legende |
| ---------------------------------------------------------------------- | ------- |
| Meldung für die komplette Saison * In allen Wertungen punkteberechtigt |         |
| Gaststarter * In keiner Wertung punkteberechtigt                       |         |

### Hypercar
| Team                | Fahrzeug                | Motor                          | Reifen | Nr. | Fahrer             | Rennen |
| ------------------- | ----------------------- | ------------------------------ | ------ | --- | ------------------ | ------ |
| Toyota Gazoo Racing | Toyota GR010 Hybrid     | Toyota 3.5 L Turbo V6 (Hybrid) | M      | 7   | Mike Conway        | 1–6    |
| Toyota Gazoo Racing | Toyota GR010 Hybrid     | Toyota 3.5 L Turbo V6 (Hybrid) | M      | 7   | Kamui Kobayashi    | 1–6    |
| Toyota Gazoo Racing | Toyota GR010 Hybrid     | Toyota 3.5 L Turbo V6 (Hybrid) | M      | 7   | Jose Maria Lopez   | 1–6    |
| Toyota Gazoo Racing | Toyota GR010 Hybrid     | Toyota 3.5 L Turbo V6 (Hybrid) | M      | 8   | Sebastien Buemi    | 1–6    |
| Toyota Gazoo Racing | Toyota GR010 Hybrid     | Toyota 3.5 L Turbo V6 (Hybrid) | M      | 8   | Kazuki Nakajima    | 1–6    |
| Toyota Gazoo Racing | Toyota GR010 Hybrid     | Toyota 3.5 L Turbo V6 (Hybrid) | M      | 8   | Brendon Hartley    | 1–6    |
| Alpine Matmut Elf   | Alpine A480             | Gibson GL458 4.5 L V8          | M      | 36  | André Negrão       | 1–6    |
| Alpine Matmut Elf   | Alpine A480             | Gibson GL458 4.5 L V8          | M      | 36  | Nicolas Lapierre   | 1–6    |
| Alpine Matmut Elf   | Alpine A480             | Gibson GL458 4.5 L V8          | M      | 36  | Matthieu Vaxivière | 1–6    |
| Glickenhaus Racing  | Glickenhaus SCG 007 LMH | Pipo Moteurs 3.5 L Turbo V8    | M      | 708 | Luís Felipe Derani | 3, 4   |
| Glickenhaus Racing  | Glickenhaus SCG 007 LMH | Pipo Moteurs 3.5 L Turbo V8    | M      | 708 | Gustavo Menezes    | 3      |
| Glickenhaus Racing  | Glickenhaus SCG 007 LMH | Pipo Moteurs 3.5 L Turbo V8    | M      | 708 | Franck Mailleux    | 4      |
| Glickenhaus Racing  | Glickenhaus SCG 007 LMH | Pipo Moteurs 3.5 L Turbo V8    | M      | 708 | Olivier Pla        | 3, 4   |
| Glickenhaus Racing  | Glickenhaus SCG 007 LMH | Pipo Moteurs 3.5 L Turbo V8    | M      | 709 | Ryan Briscoe       | 2, 4   |
| Glickenhaus Racing  | Glickenhaus SCG 007 LMH | Pipo Moteurs 3.5 L Turbo V8    | M      | 709 | Romain Dumas       | 2–4    |
| Glickenhaus Racing  | Glickenhaus SCG 007 LMH | Pipo Moteurs 3.5 L Turbo V8    | M      | 709 | Franck Mailleux    | 3      |
| Glickenhaus Racing  | Glickenhaus SCG 007 LMH | Pipo Moteurs 3.5 L Turbo V8    | M      | 709 | Richard Westbrook  | 2–4    |

### LMP2
Teams mit einem Fahrer mit Bronzeeinstufung sind im Pro-Am-Cup punkteberechtigt.
| Team                      | Fahrzeug                | Motor                 | Reifen | Klasse | Nr. | Fahrer                 | Rennen    |
| ------------------------- | ----------------------- | --------------------- | ------ | ------ | --- | ---------------------- | --------- |
| Richard Mille Racing Team | Oreca 07                | Gibson GK428 4.2 L V8 | G      | P2     | 1   | Tatiana Calderón       | 1–4, 6    |
| Richard Mille Racing Team | Oreca 07                | Gibson GK428 4.2 L V8 | G      | P2     | 1   | Sophia Flörsch         | 1–6       |
| Richard Mille Racing Team | Oreca 07                | Gibson GK428 4.2 L V8 | G      | P2     | 1   | Beitske Visser         | 1, 2, 4–6 |
| Richard Mille Racing Team | Oreca 07                | Gibson GK428 4.2 L V8 | G      | P2     | 1   | Gabriel Aubry          | 5         |
| Idec Sport                | Oreca 07                | Gibson GK428 4.2 L V8 | G      | PA     | 17  | Dwight Merriman        | 4         |
| Idec Sport                | Oreca 07                | Gibson GK428 4.2 L V8 | G      | PA     | 17  | Thomas Laurent         | 4         |
| Idec Sport                | Oreca 07                | Gibson GK428 4.2 L V8 | G      | PA     | 17  | Ryan Dalziel           | 4         |
| Idec Sport                | Oreca 07                | Gibson GK428 4.2 L V8 | G      | P2     | 48  | Paul Lafargue          | 4         |
| Idec Sport                | Oreca 07                | Gibson GK428 4.2 L V8 | G      | P2     | 48  | Paul-Loup Chatin       | 4         |
| Idec Sport                | Oreca 07                | Gibson GK428 4.2 L V8 | G      | P2     | 48  | Patrick Pilet          | 4         |
| High Class Racing         | Oreca 07                | Gibson GK428 4.2 L V8 | G      | PA     | 20  | Jan Magnussen          | 1–3       |
| High Class Racing         | Oreca 07                | Gibson GK428 4.2 L V8 | G      | PA     | 20  | Anders Fjordbach       | 1–3, 5, 6 |
| High Class Racing         | Oreca 07                | Gibson GK428 4.2 L V8 | G      | PA     | 20  | Dennis Andersen        | 1–6       |
| High Class Racing         | Oreca 07                | Gibson GK428 4.2 L V8 | G      | PA     | 20  | Ricky Taylor           | 4         |
| High Class Racing         | Oreca 07                | Gibson GK428 4.2 L V8 | G      | PA     | 20  | Marco Sørensen         | 4         |
| High Class Racing         | Oreca 07                | Gibson GK428 4.2 L V8 | G      | PA     | 20  | Robert Kubica          | 5, 6      |
| High Class Racing         | Oreca 07                | Gibson GK428 4.2 L V8 | G      | P2     | 49  | Anders Fjordbach       | 4         |
| High Class Racing         | Oreca 07                | Gibson GK428 4.2 L V8 | G      | P2     | 49  | Jan Magnussen          | 4         |
| High Class Racing         | Oreca 07                | Gibson GK428 4.2 L V8 | G      | P2     | 49  | Kevin Magnussen        | 4         |
| Dragonspeed USA           | Oreca 07                | Gibson GK428 4.2 L V8 | G      | PA     | 21  | Henrik Hedman          | 1–6       |
| Dragonspeed USA           | Oreca 07                | Gibson GK428 4.2 L V8 | G      | PA     | 21  | Juan Pablo Montoya     | 1–6       |
| Dragonspeed USA           | Oreca 07                | Gibson GK428 4.2 L V8 | G      | PA     | 21  | Ben Hanley             | 1–6       |
| United Autosports USA     | Oreca 07                | Gibson GK428 4.2 L V8 | G      | P2     | 22  | Philip Hanson          | 1–6       |
| United Autosports USA     | Oreca 07                | Gibson GK428 4.2 L V8 | G      | P2     | 22  | Fabio Scherer          | 1, 3–6    |
| United Autosports USA     | Oreca 07                | Gibson GK428 4.2 L V8 | G      | P2     | 22  | Filipe Albuquerque     | 1, 3–6    |
| United Autosports USA     | Oreca 07                | Gibson GK428 4.2 L V8 | G      | P2     | 22  | Wayne Boyd             | 2         |
| United Autosports USA     | Oreca 07                | Gibson GK428 4.2 L V8 | G      | P2     | 22  | Paul di Resta          | 2         |
| United Autosports         | Oreca 07                | Gibson GK428 4.2 L V8 | G      | P2     | 23  | Paul di Resta          | 4         |
| United Autosports         | Oreca 07                | Gibson GK428 4.2 L V8 | G      | P2     | 23  | Alex Lynn              | 4         |
| United Autosports         | Oreca 07                | Gibson GK428 4.2 L V8 | G      | P2     | 23  | Wayne Boyd             | 4         |
| United Autosports         | Oreca 07                | Gibson GK428 4.2 L V8 | G      | P2     | 32  | Nicolas Jamin          | 4         |
| United Autosports         | Oreca 07                | Gibson GK428 4.2 L V8 | G      | P2     | 32  | Jonathan Aberdein      | 4         |
| United Autosports         | Oreca 07                | Gibson GK428 4.2 L V8 | G      | P2     | 32  | Manuel Maldonado       | 4         |
| PR1 Motorsports           | Oreca 07                | Gibson GK428 4.2 L V8 | G      | PA     | 24  | Patrick Kelly          | 1, 4      |
| PR1 Motorsports           | Oreca 07                | Gibson GK428 4.2 L V8 | G      | PA     | 24  | Gabriel Aubry          | 1, 4      |
| PR1 Motorsports           | Oreca 07                | Gibson GK428 4.2 L V8 | G      | PA     | 24  | Simon Trummer          | 1, 4      |
| G-Drive Racing            | Aurus 01                | Gibson GK428 4.2 L V8 | G      | PA     | 25  | John Falb              | 1, 4      |
| G-Drive Racing            | Aurus 01                | Gibson GK428 4.2 L V8 | G      | PA     | 25  | Rui Andrade            | 1, 4      |
| G-Drive Racing            | Aurus 01                | Gibson GK428 4.2 L V8 | G      | PA     | 25  | Roberto Merhi          | 1, 4      |
| G-Drive Racing            | Aurus 01                | Gibson GK428 4.2 L V8 | G      | P2     | 26  | Roman Rusinov          | 1, 4      |
| G-Drive Racing            | Aurus 01                | Gibson GK428 4.2 L V8 | G      | P2     | 26  | Franco Colapinto       | 1, 4      |
| G-Drive Racing            | Aurus 01                | Gibson GK428 4.2 L V8 | G      | P2     | 26  | Nyck de Vries          | 1, 4      |
| Jota                      | Oreca 07                | Gibson GK428 4.2 L V8 | G      | P2     | 28  | Sean Gelael            | 1–6       |
| Jota                      | Oreca 07                | Gibson GK428 4.2 L V8 | G      | P2     | 28  | Stoffel Vandoorne      | 1–6       |
| Jota                      | Oreca 07                | Gibson GK428 4.2 L V8 | G      | P2     | 28  | Tom Blomqvist          | 1–6       |
| Jota                      | Oreca 07                | Gibson GK428 4.2 L V8 | G      | P2     | 38  | Roberto Gonzalez       | 1–6       |
| Jota                      | Oreca 07                | Gibson GK428 4.2 L V8 | G      | P2     | 38  | Antonio Felix da Costa | 1–6       |
| Jota                      | Oreca 07                | Gibson GK428 4.2 L V8 | G      | P2     | 38  | Anthony Davidson       | 1–6       |
| Racing Team Nederland     | Oreca 07                | Gibson GK428 4.2 L V8 | G      | PA     | 29  | Frits van Eerd         | 1–6       |
| Racing Team Nederland     | Oreca 07                | Gibson GK428 4.2 L V8 | G      | PA     | 29  | Giedo van der Garde    | 1, 2, 4–6 |
| Racing Team Nederland     | Oreca 07                | Gibson GK428 4.2 L V8 | G      | PA     | 29  | Job van Uitert         | 1, 2, 4–6 |
| Racing Team Nederland     | Oreca 07                | Gibson GK428 4.2 L V8 | G      | PA     | 29  | Nyck de Vries          | 3         |
| Racing Team Nederland     | Oreca 07                | Gibson GK428 4.2 L V8 | G      | PA     | 29  | Paul-Loup Chatin       | 3         |
| Duqueine Team             | Oreca 07                | Gibson GK428 4.2 L V8 | G      | P2     | 30  | René Binder            | 4         |
| Duqueine Team             | Oreca 07                | Gibson GK428 4.2 L V8 | G      | P2     | 30  | Guillermo Rojas        | 4         |
| Duqueine Team             | Oreca 07                | Gibson GK428 4.2 L V8 | G      | P2     | 30  | Tristan Gommendy       | 4         |
| Team WRT                  | Oreca 07                | Gibson GK428 4.2 L V8 | G      | P2     | 31  | Robin Frijns           | 1–6       |
| Team WRT                  | Oreca 07                | Gibson GK428 4.2 L V8 | G      | P2     | 31  | Ferdinand Habsburg     | 1–6       |
| Team WRT                  | Oreca 07                | Gibson GK428 4.2 L V8 | G      | P2     | 31  | Charles Milesi         | 1–6       |
| Team WRT                  | Oreca 07                | Gibson GK428 4.2 L V8 | G      | P2     | 41  | Robert Kubica          | 4         |
| Team WRT                  | Oreca 07                | Gibson GK428 4.2 L V8 | G      | P2     | 41  | Louis Delétraz         | 4         |
| Team WRT                  | Oreca 07                | Gibson GK428 4.2 L V8 | G      | P2     | 41  | Ye Yifei               | 4         |
| Inter Europol Competition | Oreca 07                | Gibson GK428 4.2 L V8 | G      | P2     | 34  | Jakub Śmiechowski      | 1–6       |
| Inter Europol Competition | Oreca 07                | Gibson GK428 4.2 L V8 | G      | P2     | 34  | Renger van der Zande   | 1, 3–6    |
| Inter Europol Competition | Oreca 07                | Gibson GK428 4.2 L V8 | G      | P2     | 34  | Louis Delétraz         | 2         |
| Inter Europol Competition | Oreca 07                | Gibson GK428 4.2 L V8 | G      | P2     | 34  | Alex Brundle           | 1–6       |
| SO24-Dirop by Graff       | Oreca 07                | Gibson GK428 4.2 L V8 | G      | PA     | 39  | Vincent Capillaire     | 4         |
| SO24-Dirop by Graff       | Oreca 07                | Gibson GK428 4.2 L V8 | G      | PA     | 39  | Arnold Robin           | 4         |
| SO24-Dirop by Graff       | Oreca 07                | Gibson GK428 4.2 L V8 | G      | PA     | 39  | Maxime Robin           | 4         |
| ARC Bratislava            | Ligier JS P217 Oreca 07 | Gibson GK428 4.2 L V8 | G      | PA     | 44  | Miroslav Konôpka       | 1–6       |
| ARC Bratislava            | Ligier JS P217 Oreca 07 | Gibson GK428 4.2 L V8 | G      | PA     | 44  | Tom Jackson            | 1, 2      |
| ARC Bratislava            | Ligier JS P217 Oreca 07 | Gibson GK428 4.2 L V8 | G      | PA     | 44  | Darren Burke           | 1         |
| ARC Bratislava            | Ligier JS P217 Oreca 07 | Gibson GK428 4.2 L V8 | G      | PA     | 44  | Oliver Webb            | 2–6       |
| ARC Bratislava            | Ligier JS P217 Oreca 07 | Gibson GK428 4.2 L V8 | G      | PA     | 44  | Matej Konôpka          | 3, 4      |
| ARC Bratislava            | Ligier JS P217 Oreca 07 | Gibson GK428 4.2 L V8 | G      | PA     | 44  | Kush Maini             | 5         |
| ARC Bratislava            | Ligier JS P217 Oreca 07 | Gibson GK428 4.2 L V8 | G      | PA     | 44  | Nelson Panciatici      | 6         |
| Panis Racing              | Oreca 07                | Gibson GK428 4.2 L V8 | G      | P2     | 65  | Julien Canal           | 4         |
| Panis Racing              | Oreca 07                | Gibson GK428 4.2 L V8 | G      | P2     | 65  | Will Stevens           | 4         |
| Panis Racing              | Oreca 07                | Gibson GK428 4.2 L V8 | G      | P2     | 65  | James Allen            | 4         |
| Realteam Racing           | Oreca 07                | Gibson GK428 4.2 L V8 | G      | PA     | 70  | Esteban Garcia         | 1–6       |
| Realteam Racing           | Oreca 07                | Gibson GK428 4.2 L V8 | G      | PA     | 70  | Loïc Duval             | 1, 3–6    |
| Realteam Racing           | Oreca 07                | Gibson GK428 4.2 L V8 | G      | PA     | 70  | Mathias Beche          | 2         |
| Realteam Racing           | Oreca 07                | Gibson GK428 4.2 L V8 | G      | PA     | 70  | Norman Nato            | 1–6       |
| Racing Team India Eurasia | Ligier JS P217          | Gibson GK428 4.2 L V8 | G      | PA     | 74  | James Winslow          | 4         |
| Racing Team India Eurasia | Ligier JS P217          | Gibson GK428 4.2 L V8 | G      | PA     | 74  | John Corbett           | 4         |
| Racing Team India Eurasia | Ligier JS P217          | Gibson GK428 4.2 L V8 | G      | PA     | 74  | Tom Cloet              | 4         |
| Risi Competizione         | Oreca 07                | Gibson GK428 4.2 L V8 | G      | P2     | 82  | Ryan Cullen            | 3, 4      |
| Risi Competizione         | Oreca 07                | Gibson GK428 4.2 L V8 | G      | P2     | 82  | Oliver Jarvis          | 3, 4      |
| Risi Competizione         | Oreca 07                | Gibson GK428 4.2 L V8 | G      | P2     | 82  | Felipe Nasr            | 3, 4      |

| Symbol | Klasse          |
| ------ | --------------- |
| P2     | LMP2            |
| PA     | LMP2 Pro-Am-Cup |

Anmerkungen
1. ↑  Rennen 1–3
2. ↑  Rennen 4–6

### LMGTE Pro
| Team               | Fahrzeug            | Reifen | Nr. | Fahrer                | Rennen  |
| ------------------ | ------------------- | ------ | --- | --------------------- | ------- |
| AF Corse           | Ferrari 488 GTE EVO | M      | 51  | Alessandro Pier Guidi | 1–6     |
| AF Corse           | Ferrari 488 GTE EVO | M      | 51  | James Calado          | 1–6     |
| AF Corse           | Ferrari 488 GTE EVO | M      | 51  | Côme Ledogar          | 4       |
| AF Corse           | Ferrari 488 GTE EVO | M      | 52  | Daniel Serra          | 1–6     |
| AF Corse           | Ferrari 488 GTE EVO | M      | 52  | Miguel Molina         | 1–6     |
| AF Corse           | Ferrari 488 GTE EVO | M      | 52  | Sam Bird              | 4       |
| Corvette Racing    | Corvette C8.R       | M      | 63  | Antonio Garcia        | 1, 4    |
| Corvette Racing    | Corvette C8.R       | M      | 63  | Oliver Gavin          | 1       |
| Corvette Racing    | Corvette C8.R       | M      | 63  | Jordan Taylor         | 4       |
| Corvette Racing    | Corvette C8.R       | M      | 63  | Nicky Catsburg        | 4       |
| Corvette Racing    | Corvette C8.R       | M      | 64  | Tommy Milner          | 4       |
| Corvette Racing    | Corvette C8.R       | M      | 64  | Nick Tandy            | 4       |
| Corvette Racing    | Corvette C8.R       | M      | 64  | Alexander Sims        | 4       |
| Hub Auto Racing    | Porsche 911 RSR-19  | M      | 72  | Dries Vanthoor        | 4       |
| Hub Auto Racing    | Porsche 911 RSR-19  | M      | 72  | Álvaro Parente        | 4       |
| Hub Auto Racing    | Porsche 911 RSR-19  | M      | 72  | Maxime Martin         | 4       |
| Weathertech Racing | Porsche 911 RSR-19  | M      | 79  | Cooper MacNeil        | 4       |
| Weathertech Racing | Porsche 911 RSR-19  | M      | 79  | Earl Bamber           | 4       |
| Weathertech Racing | Porsche 911 RSR-19  | M      | 79  | Laurens Vanthoor      | 4       |
| Porsche GT Team    | Porsche 911 RSR-19  | M      | 91  | Gianmaria Bruni       | 1–6     |
| Porsche GT Team    | Porsche 911 RSR-19  | M      | 91  | Richard Lietz         | 1–6     |
| Porsche GT Team    | Porsche 911 RSR-19  | M      | 91  | Frédéric Makowiecki   | 2, 4, 6 |
| Porsche GT Team    | Porsche 911 RSR-19  | M      | 92  | Kévin Estre           | 1–6     |
| Porsche GT Team    | Porsche 911 RSR-19  | M      | 92  | Neel Jani             | 1–6     |
| Porsche GT Team    | Porsche 911 RSR-19  | M      | 92  | Michael Christensen   | 2, 4, 6 |

### LMGTE Am
| Team                  | Fahrzeug                 | Reifen | Nr. | Fahrer                    | Rennen    |
| --------------------- | ------------------------ | ------ | --- | ------------------------- | --------- |
| Absolute Racing       | Porsche 911 RSR-19       | M      | 18  | Andrew Haryanto           | 4         |
| Absolute Racing       | Porsche 911 RSR-19       | M      | 18  | Alessio Picariello        | 4         |
| Absolute Racing       | Porsche 911 RSR-19       | M      | 18  | Marco Seefried            | 4         |
| TF Sport              | Aston Martin Vantage AMR | M      | 33  | Ben Keating               | 1–6       |
| TF Sport              | Aston Martin Vantage AMR | M      | 33  | Dylan Pereira             | 1–6       |
| TF Sport              | Aston Martin Vantage AMR | M      | 33  | Felipe Fraga              | 1–6       |
| TF Sport              | Aston Martin Vantage AMR | M      | 95  | John Hartshorne           | 4         |
| TF Sport              | Aston Martin Vantage AMR | M      | 95  | Ollie Hancock             | 4         |
| TF Sport              | Aston Martin Vantage AMR | M      | 95  | Ross Gunn                 | 4         |
| Team Project 1        | Porsche 911 RSR-19       | M      | 46  | Dennis Olsen              | 3, 4      |
| Team Project 1        | Porsche 911 RSR-19       | M      | 46  | Anders Buchardt           | 3, 4      |
| Team Project 1        | Porsche 911 RSR-19       | M      | 46  | Maxwell Root              | 3         |
| Team Project 1        | Porsche 911 RSR-19       | M      | 46  | Robby Foley               | 4         |
| Team Project 1        | Porsche 911 RSR-19       | M      | 56  | Egidio Perfetti           | 1–6       |
| Team Project 1        | Porsche 911 RSR-19       | M      | 56  | Matteo Cairoli            | 1–6       |
| Team Project 1        | Porsche 911 RSR-19       | M      | 56  | Riccardo Pera             | 1–6       |
| Cetilar Racing        | Ferrari 488 GTE EVO      | M      | 47  | Roberto Lacorte           | 1–6       |
| Cetilar Racing        | Ferrari 488 GTE EVO      | M      | 47  | Giorgio Sernagiotto       | 1–6       |
| Cetilar Racing        | Ferrari 488 GTE EVO      | M      | 47  | Antonio Fuoco             | 1–6       |
| AF Corse              | Ferrari 488 GTE EVO      | M      | 54  | Thomas Flohr              | 1–6       |
| AF Corse              | Ferrari 488 GTE EVO      | M      | 54  | Francesco Castellacci     | 1–6       |
| AF Corse              | Ferrari 488 GTE EVO      | M      | 54  | Giancarlo Fisichella      | 1–6       |
| AF Corse              | Ferrari 488 GTE EVO      | M      | 61  | Christoph Ulrich          | 3         |
| AF Corse              | Ferrari 488 GTE EVO      | M      | 61  | Simon Mann                | 3         |
| AF Corse              | Ferrari 488 GTE EVO      | M      | 61  | Toni Vilander             | 3         |
| AF Corse              | Ferrari 488 GTE EVO      | M      | 83  | François Perrodo          | 1–6       |
| AF Corse              | Ferrari 488 GTE EVO      | M      | 83  | Nicklas Nielsen           | 1–6       |
| AF Corse              | Ferrari 488 GTE EVO      | M      | 83  | Alessio Rovera            | 1–6       |
| Spirit of Race        | Ferrari 488 GTE EVO      | M      | 55  | Duncan Cameron            | 4         |
| Spirit of Race        | Ferrari 488 GTE EVO      | M      | 55  | David Perel               | 4         |
| Spirit of Race        | Ferrari 488 GTE EVO      | M      | 55  | Matthew Griffin           | 4         |
| Kessel Racing         | Ferrari 488 GTE EVO      | M      | 57  | Takeshi Kimura            | 2, 4–6    |
| Kessel Racing         | Ferrari 488 GTE EVO      | M      | 57  | Mikkel Jensen             | 2, 4–6    |
| Kessel Racing         | Ferrari 488 GTE EVO      | M      | 57  | Scott Andrews             | 2, 4–6    |
| Iron Lynx             | Ferrari 488 GTE EVO      | M      | 60  | Claudio Schiavoni         | 1–4, 6    |
| Iron Lynx             | Ferrari 488 GTE EVO      | M      | 60  | Andrea Piccini            | 1–3, 5, 6 |
| Iron Lynx             | Ferrari 488 GTE EVO      | M      | 60  | Paolo Ruberti             | 4         |
| Iron Lynx             | Ferrari 488 GTE EVO      | M      | 60  | Matteo Cressoni           | 1–3, 5, 6 |
| Iron Lynx             | Ferrari 488 GTE EVO      | M      | 60  | Raffaele Giammaria        | 4         |
| Iron Lynx             | Ferrari 488 GTE EVO      | M      | 60  | Rino Mastronardi          | 5         |
| Iron Lynx             | Ferrari 488 GTE EVO      | M      | 80  | Matteo Cressoni           | 4         |
| Iron Lynx             | Ferrari 488 GTE EVO      | M      | 80  | Rino Mastronardi          | 4         |
| Iron Lynx             | Ferrari 488 GTE EVO      | M      | 80  | Callum Ilott              | 4         |
| Iron Lynx             | Ferrari 488 GTE EVO      | M      | 85  | Rahel Frey                | 1–6       |
| Iron Lynx             | Ferrari 488 GTE EVO      | M      | 85  | Katherine Legge           | 1, 5, 6   |
| Iron Lynx             | Ferrari 488 GTE EVO      | M      | 85  | Michelle Gatting          | 2–4       |
| Iron Lynx             | Ferrari 488 GTE EVO      | M      | 85  | Manuela Gostner           | 1, 2      |
| Iron Lynx             | Ferrari 488 GTE EVO      | M      | 85  | Sarah Bovy                | 3–6       |
| JMW Motorsport        | Ferrari 488 GTE EVO      | M      | 66  | Thomas Neubauer           | 4         |
| JMW Motorsport        | Ferrari 488 GTE EVO      | M      | 66  | Rodrigo Sales             | 4         |
| JMW Motorsport        | Ferrari 488 GTE EVO      | M      | 66  | Jody Fannin               | 4         |
| Herberth Motorsport   | Porsche 911 RSR-19       | M      | 69  | Robert Renauer            | 4         |
| Herberth Motorsport   | Porsche 911 RSR-19       | M      | 69  | Ralf Bohn                 | 4         |
| Herberth Motorsport   | Porsche 911 RSR-19       | M      | 69  | Rolf Ineichen             | 4         |
| Inception Racing      | Ferrari 488 GTE EVO      | M      | 71  | Brendan Iribe             | 3, 4      |
| Inception Racing      | Ferrari 488 GTE EVO      | M      | 71  | Ollie Millroy             | 3, 4      |
| Inception Racing      | Ferrari 488 GTE EVO      | M      | 71  | Ben Barnicoat             | 3, 4      |
| Dempsey-Proton Racing | Porsche 911 RSR-19       | M      | 77  | Christian Ried            | 1–6       |
| Dempsey-Proton Racing | Porsche 911 RSR-19       | M      | 77  | Jaxon Evans               | 1–6       |
| Dempsey-Proton Racing | Porsche 911 RSR-19       | M      | 77  | Matt Campbell             | 1–6       |
| Dempsey-Proton Racing | Porsche 911 RSR-19       | M      | 88  | Andrew Haryanto           | 1, 3      |
| Dempsey-Proton Racing | Porsche 911 RSR-19       | M      | 88  | Marco Seefried            | 1–3       |
| Dempsey-Proton Racing | Porsche 911 RSR-19       | M      | 88  | Alessio Picariello        | 1, 3      |
| Dempsey-Proton Racing | Porsche 911 RSR-19       | M      | 88  | Julien Andlauer           | 2, 4–6    |
| Dempsey-Proton Racing | Porsche 911 RSR-19       | M      | 88  | Dominique Bastien         | 2, 4      |
| Dempsey-Proton Racing | Porsche 911 RSR-19       | M      | 88  | Lance David Arnold        | 4         |
| Dempsey-Proton Racing | Porsche 911 RSR-19       | M      | 88  | Khaled Al Qubaisi         | 5, 6      |
| Dempsey-Proton Racing | Porsche 911 RSR-19       | M      | 88  | Adrien de Leener          | 5         |
| Dempsey-Proton Racing | Porsche 911 RSR-19       | M      | 88  | Axcil Jefferies           | 6         |
| GR Racing             | Porsche 911 RSR-19       | M      | 86  | Mike Wainwright           | 1–6       |
| GR Racing             | Porsche 911 RSR-19       | M      | 86  | Ben Barker                | 1–6       |
| GR Racing             | Porsche 911 RSR-19       | M      | 86  | Tom Gamble                | 1–6       |
| Aston Martin Racing   | Aston Martin Vantage AMR | M      | 98  | Paul Dalla Lana           | 1–6       |
| Aston Martin Racing   | Aston Martin Vantage AMR | M      | 98  | Augusto Farfus            | 1–3, 5, 6 |
| Aston Martin Racing   | Aston Martin Vantage AMR | M      | 98  | Nicki Thiim               | 4         |
| Aston Martin Racing   | Aston Martin Vantage AMR | M      | 98  | Marcos Gomes              | 1–6       |
| Proton Competition    | Porsche 911 RSR-19       | M      | 99  | Harry Tincknell           | 4         |
| Proton Competition    | Porsche 911 RSR-19       | M      | 99  | Vutthikorn Inthraphuvasak | 4         |
| Proton Competition    | Porsche 911 RSR-19       | M      | 99  | Florian Latorre           | 4         |
| Rinaldi Racing        | Ferrari 488 GTE EVO      | M      | 388 | Pierre Ehret              | 3, 4      |
| Rinaldi Racing        | Ferrari 488 GTE EVO      | M      | 388 | Christian Hook            | 3, 4      |
| Rinaldi Racing        | Ferrari 488 GTE EVO      | M      | 388 | Jeroen Bleekemolen        | 3, 4      |
| D'station Racing      | Aston Martin Vantage AMR | M      | 777 | Satoshi Hoshino           | 1–6       |
| D'station Racing      | Aston Martin Vantage AMR | M      | 777 | Tomonobu Fujii            | 1–6       |
| D'station Racing      | Aston Martin Vantage AMR | M      | 777 | Andrew Watson             | 1–6       |

## Rennkalender
Aufgrund der COVID-19-Pandemie wurde beschlossen ab 2021 wieder zum Jahreskalender zurückzukehren. Der Kalender wurde im Rahmen der 24 Stunden von Le Mans 2020 bekanntgegeben.
| Nr. | Datum          | Rennname / Ort                                             | Sieger Hypercar                                 | Sieger LMP2                                              | Sieger LM GTE Pro                               | Sieger LM GTE Am                                  |
| --- | -------------- | ---------------------------------------------------------- | ----------------------------------------------- | -------------------------------------------------------- | ----------------------------------------------- | ------------------------------------------------- |
| 1   | 01. Mai        | 6-Stunden-Rennen von Spa-Francorchamps (Spa-Francorchamps) | Toyota Gazoo Racing                             | United Autosports USA                                    | Porsche GT Team                                 | AF Corse                                          |
| 1   | 01. Mai        | 6-Stunden-Rennen von Spa-Francorchamps (Spa-Francorchamps) | Sebastien Buemi Kazuki Nakajima Brendon Hartley | Philip Hanson Fabio Scherer Filipe Albuquerque           | Kévin Estre Neel Jani                           | François Perrodo Nicklas Nielsen Alessio Rovera   |
| 2   | 13. Juni       | 8-Stunden-Rennen von Portimão (Portimão)                   | Toyota Gazoo Racing                             | Jota                                                     | AF Corse                                        | Cetilar Racing                                    |
| 2   | 13. Juni       | 8-Stunden-Rennen von Portimão (Portimão)                   | Sebastien Buemi Kazuki Nakajima Brendon Hartley | Roberto Gonzalez Antonio Felix da Costa Anthony Davidson | Alessandro Pier Guidi James Calado              | Roberto Lacorte Giorgio Sernagiotto Antonio Fuoco |
| 3   | 18. Juli       | 6-Stunden-Rennen von Monza (Monza)                         | Toyota Gazoo Racing                             | United Autosports USA                                    | Porsche GT Team                                 | AF Corse                                          |
| 3   | 18. Juli       | 6-Stunden-Rennen von Monza (Monza)                         | Mike Conway Kamui Kobayashi Jose Maria Lopez    | Philip Hanson Fabio Scherer Filipe Albuquerque           | Kévin Estre Neel Jani                           | François Perrodo Nicklas Nielsen Alessio Rovera   |
| 4   | 21.–22. August | 24-Stunden-Rennen von Le Mans (Le Mans)                    | Toyota Gazoo Racing                             | Team WRT                                                 | AF Corse                                        | AF Corse                                          |
| 4   | 21.–22. August | 24-Stunden-Rennen von Le Mans (Le Mans)                    | Mike Conway Kamui Kobayashi Jose Maria Lopez    | Robin Frijns Ferdinand Habsburg Charles Milesi           | Alessandro Pier Guidi James Calado Côme Ledogar | François Perrodo Nicklas Nielsen Alessio Rovera   |
| 5   | 30. Oktober    | 6-Stunden-Rennen von Bahrain (as-Sachir)                   | Toyota Gazoo Racing                             | Team WRT                                                 | Porsche GT Team                                 | TF Sport                                          |
| 5   | 30. Oktober    | 6-Stunden-Rennen von Bahrain (as-Sachir)                   | Mike Conway Kamui Kobayashi Jose Maria Lopez    | Robin Frijns Ferdinand Habsburg Charles Milesi           | Kévin Estre Neel Jani                           | Ben Keating Dylan Pereira Felipe Fraga            |
| 6   | 06. November   | 8-Stunden-Rennen von Bahrain (as-Sachir)                   | Toyota Gazoo Racing                             | Team WRT                                                 | AF Corse                                        | AF Corse                                          |
| 6   | 06. November   | 8-Stunden-Rennen von Bahrain (as-Sachir)                   | Sebastien Buemi Kazuki Nakajima Brendon Hartley | Robin Frijns Ferdinand Habsburg Charles Milesi           | Alessandro Pier Guidi James Calado              | François Perrodo Nicklas Nielsen Alessio Rovera   |